# I Want You (Thalía-dal)
Az I Want You Thalía mexikói énekesnő első kislemeze tizedik, Thalía című stúdióalbumáról, mely első angol nyelvű lemeze. A dalban Fat Joe rapper vendégszerepel. Spanyol nyelvű változata a Me pones sexy.
Ez lett Thalía egyik legsikeresebb dala Dél-Amerikában, hetekig vezette a slágerlistát. Az USA-ban 22. helyezést ért el a Billboard Hot 100 slágerlistán (az első dala, amely felkerült a listára), 27. lett a Hot Dance Club Play listán, 9. a Top Latin Songs és a Latin Pop Songs listákon #9, és 3. a Latin Tropical Airplay slágerlistán. A videóklipje Magyarországon 4. lett a VIVA Chart Show 2003. szeptember 6-ai listáján.
A dal ritmusa emlékeztet Big Pun Still Not a Playerére. Big Pun közeli barátja volt Fat Joe-nak. Fat Joe rapbetétjének utolsó sorát közvetlenül a Still Not a Player refrénjéből vették át: I don’t wanna be a player no more.

## Videóklip
Az I Want You videóklipjét Dave Meyers rendezte, és Bronxban forgatták. 2003 májusában mutatták be. Latin-Amerikában 2004-ben elnyerte az év videóklipjének díját a Lo Nuestro díjkiosztón. A klipben Thalía építőmunkásokat csábít el és énekel, míg a háttérben kosárlabdáznak.

## Dallista
CD-kislemez
1. I Want You (Radio Edit) 3:34
2. It’s My Party (az Arrasando angol változata) 3:57
3. I Want You (Pablo Flores Club Mix) 8:21

CD-kislemez (Mexikó, csak promó)
1. Me pones sexy
2. I Want You (Pop Edit) 3:46

12" kislemez
1. I Want You (Radio Edit) 3:34
2. I Want You (Album Instrumental) 3:34
3. I Want You (Pablo Flores Import House Mix) 8:36
4. I Want You (Pablo Flores Club Mix) 8:21

## Hivatalos remixek, változatok
I Want You
- A Cappella
- Instrumental Version
- Pop Edit
- Pablo Flores Import House Mix
- Pablo Flores Club Mix

Me pones sexy
- Radio Edit
- Instrumental Version